# Список правителей Канту
Ниже приведён список правителей древнего майяского царства Канту, со столицей в Караколе, которое находилось на территории современного западного Белиза.
Первым правителем был Те-Каб-Чак, правивший в середине IV века, последним был неизвестный царь, правивший во второй половине IX века. Всего известно 15 правителей.

## Список
| Имя                 | Имя на русском (дословный перевод)            | Начало правления                | Конец правления                 | Комментарии | Примечания              |
| ------------------- | --------------------------------------------- | ------------------------------- | ------------------------------- | --- | ----------------------- |
| Те-Каб-Чак          | «Ветвь дерева-Бог дождя»                      | середина IV века                | середина IV века                | Первый известный правитель и основатель правящей династии. | [ 1 ]                   |
| Как-Ухоль-Кинич I   | «Огнеголовый бог солнца»                      | 470                             | ?                               | Отец Яхав-Те-Кинича I | [ 1 ]                   |
| Яхав-Те-Кинич I     | «Владыка рода бога солнца»                    | 12 апреля 484                   | ?                               | Сын Как-Ухоль-Кинича I, отец Кана I | [ 2 ]                   |
| неизвестный царь    | ?                                             | ?                               | ?                               | — |                         |
| Кан I               | «Сердечный бог солнца»                        | 13 апреля 531                   | ?                               | Сын Яхав-Те-Кинича I, отец Яхав-Те-Кинича II | [ 3 ]                   |
| Яхав-Те-Кинич II    | «Владыка рода бога солнца»                    | 16 апреля 553                   | ?                               | Назван в честь деда Яхав-Те-Кинича I. Во время его правления Канту находилось под влиянием Мутуля. Отец Кнот-Ахава и Кан II.                                                                     | [ 4 ]                   |
| Кнот-Ахав           | ?                                             | 24 июня 599                     | ?                               | — | [ 5 ]                   |
| Кан II              | «Сердечный бог солнца-белый холмистый суслик» | 6 марта 618                     | 21 июля 658                     | Его имя это совмещённое имя его деда и его детское имя. Во время его правления Канту стало сюзереном Кануля. 11 апреля 556 года Мутуль напал на Канту, но Канту победило врага с помощью Кануля. | [ 6 ]                   |
| Как-Ухоль-Кинич II  | «Огнеголовый бог солнца»                      | 22 июня 658                     | ?                               | В феврале 680 года Сааль нападет на Канту и победил, но между 680 и 682 годами Канту с союзниками наносит ответный удар и обрывает правящую династию в Саале.                                    | [ 7 ] [ 7 ] [ 8 ] [ 9 ] |
| Цяах-Как            | ?                                             | конец VII века-начало VIII века | конец VII века-начало VIII века | Упоминается в текстах пещеры Надж-Тунич. | [ 10 ]                  |
| Тум-Йоль-Кинич      | «Сердечный бог солнца»                        | ?                               | ?                               | Упоминается в текстах пещеры Надж-Тунич. | [ 11 ]                  |
| Кинич-Хой-Кавиль    | «Сияющий связанный Кавиль»                    | 8 декабря 799                   | ?                               | Восстановил самостоятельность царства. | [ 12 ] [ 12 ]           |
| Кинич-Тобиль-Йопаат | ?                                             | 6 марта 804                     | ?                               | — | [ 13 ]                  |
| Кан III             | «Сердечный бог солнца»                        | первая половина IX века         | первая половина IX века         | Во время его правления царство уходит в упадок. | [ 14 ]                  |
| неизвестный царь    | «Сияющий...»                                  | вторая половина IX века         | вторая половина IX века         | Последний известный правитель Канту. | [ 14 ]                  |